# Безверниково
Безверниково — деревня в городском округе Навашинский Нижегородской области. 

## География
Деревня расположена в 14 км на северо-восток от города Навашино.

## История
Деревня впервые упоминается в окладных книгах 1676 года в составе Покровского (Тешинского) прихода.
В конце XIX — начале XX века деревня входила в состав Поздняковской волости Муромского уезда Владимирской губернии, с 1926 года — в составе Монаковской волости. В 1859 году в деревне числилось 44 дворов, в 1905 году — 74 дворов, в 1926 году — 84 дворов.
С 1929 года деревня входила в состав Новошинского сельсовета Муромского района Горьковского края, с 1936 года — в составе Горьковской области, с 1944 года — в составе Мордовщиковского района (с 1960 года — Навашинский район), с 2015 года — в составе городского округа Навашинский.
До мая 2015 года деревня в составе Большеокуловского сельсовета.

## Население
| 1859 | 1905 | 1926 | 2002 | 2010 |
| ---- | ---- | ---- | ---- | ---- |
| 324  | ↗381 | ↗392 | ↘25  | ↘24  |